# La corte delle streghe
La corte delle streghe (The Burning Court) è un romanzo giallo del 1937 di John Dickson Carr; non presenta nessuno dei due investigatori creati dall'autore (Gideon Fell e Sir Henry Merrivale), ed è un singolare intreccio di poliziesco e magia.

## Trama
Edward Stevens, redattore della casa editrice Herald and Son's, sta tornando a casa in treno, e ripercorre la storia della morte di Miles Despard, zio del suo vicino Mark. Miles apparentemente è morto di un'acuta gastroenterite che lo ha costretto a letto negli ultimi giorni. Due soli sono i dettagli strani nella sua morte: la cameriera, poco prima del decesso, ha visto entrare nella sua stanza una donna che sembra essere passata attraverso una porta bloccata da anni; e dopo il decesso, sotto il cuscino del morto, è stato trovato un curioso pezzo di corda intrecciato con nove nodi, simbolo stregonesco.
Per distrarsi, Edward apre il libro che la sua casa editrice sta per stampare, un testo del noto criminologo Gaudan Cross sugli omicidi per avvelenamento. E grande è la sua sorpresa quando scopre che l'assassina Marie d'Aubrey (processata e giustiziata nel 1861), di cui è presente una fotografia, è il ritratto sputato di sua moglie Marie.
Arrivato a casa, Edward si confronta con sua moglie, che però lo convince trattarsi solo di sciocchezze; appena Edward si allontana un attimo, però, la fotografia della D'Aubrey sparisce. In quel momento arrivano a casa loro Mark Despard e il dottor Partington: Mark crede che suo zio sia stato assassinato, e lui e il dottore intendono riesumare il corpo di nascosto e condurre un'autopsia per appurarlo. Chiedo quindi ad Edward di accompagnarli. Ma quando riescono a forzare la cripta in cui lo zio Miles è stato sepolto e a riesumare la sua bara...scoprono che all'interno non c'è nessun corpo! Com'è stato fatto sparire? C'entra forse la stregoneria? E perché un giardiniere di casa Despard dichiara di averlo visto su di una sedia a dondolo?
E c'entra qualcosa il fatto che l'antenato di Miles fosse il responsabile dell'arresto dell'assassina Marie d'Aubrey?

## Edizioni italiane
- La corte delle streghe, traduzione di Maria Luisa Bocchino, collana I classici del Giallo Mondadori n. 331, Arnoldo Mondadori Editore, ottobre 1979, pp. 271.
- La corte delle streghe, traduzione di Lucio Trevisan, collana Oscar Varia, Arnoldo Mondadori Editore, 2002, pp. 252.

## Adattamenti
Dal romanzo sono stati tratti il film I peccatori della foresta nera (Francia-Italia-Germania Ovest, 1962), diretto da Julien Duvivier, ma che aveva poco a che spartire con il materiale librario; e la miniserie della Rai La dama dei veleni (1979), diretto da Silverio Blasi, trasposizione fedelissima del libro, a parte l'italianizzazione dei nomi di quasi tutti i personaggi (ad esempio Edward Stevens diventa Dario Gherardi).